# Plittershagen

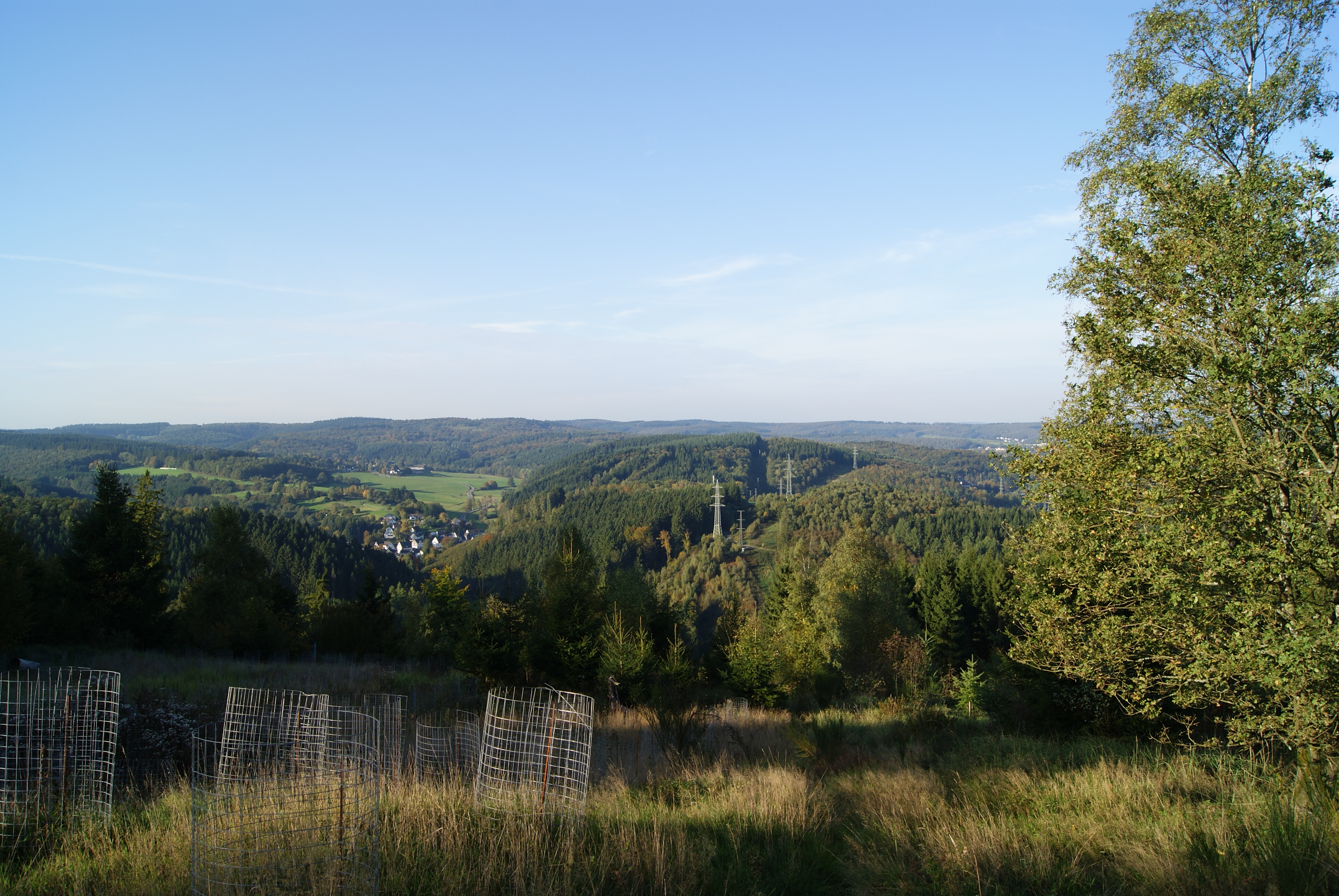
Blick auf Plittershagen und Umgebung

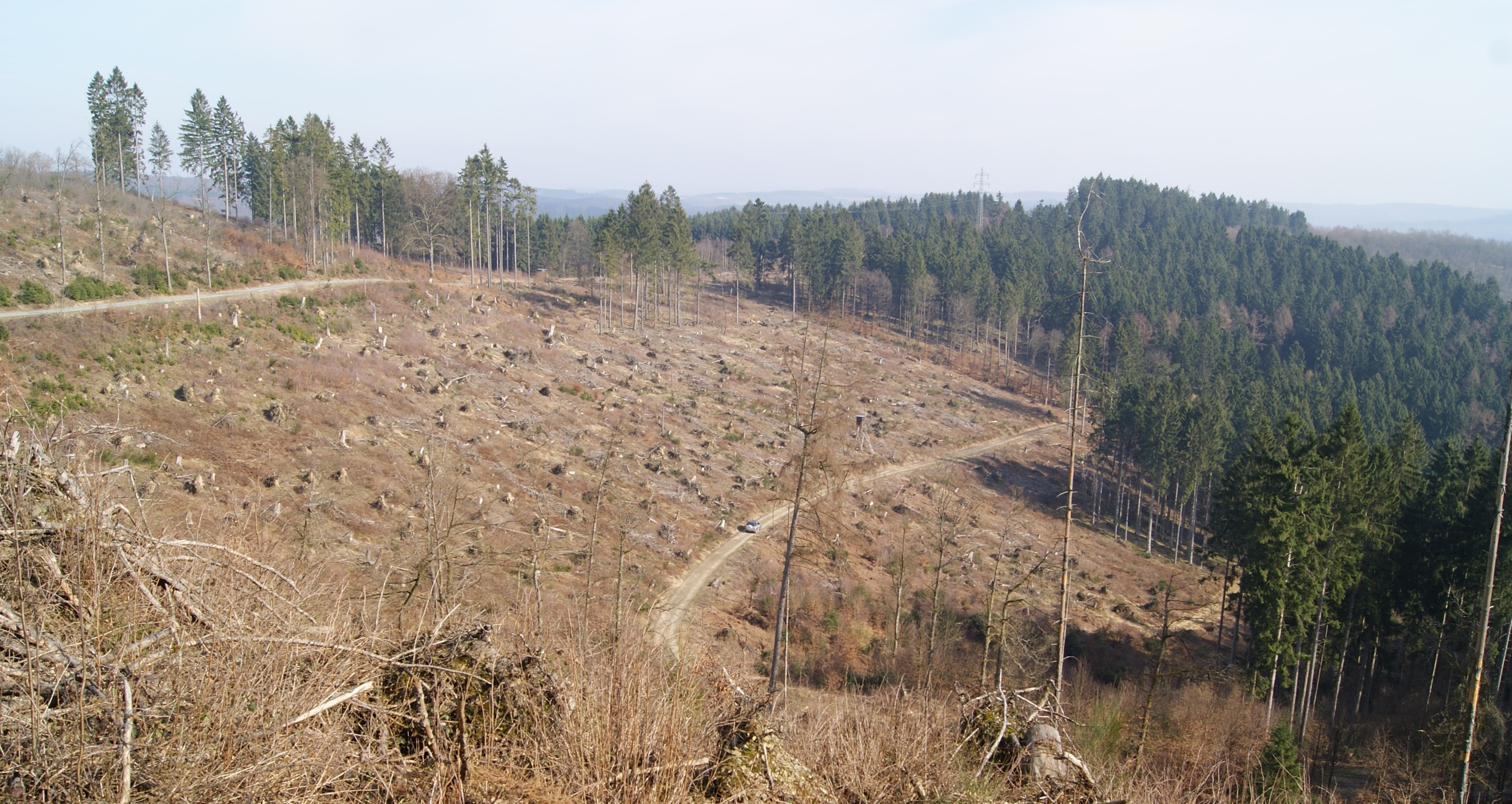
Plittershagen/Ginsberg nach dem Orkan Kyrill 2007

Plittershagen ist ein Stadtteil von Freudenberg in Nordrhein-Westfalen. Er liegt an der Mündung des Plittershagener Bachs in die der Asdorf zufließenden Plitterschen.

## Geschichte
Plittershagen wurde im Jahr 1342 erstmals urkundlich erwähnt.
Bis zum 31. Dezember 1968 gehörte der Ort dem Amt Freudenberg an. Seit dem 1. Januar 1969 ist Plittershagen mit Inkrafttreten des zweiten Gesetzes zur Neugliederung des Landkreises Siegen einer von 17 Stadtteilen der Stadt Freudenberg.

### Einwohnerentwicklung
Die Einwohnerzahlen Plittershagens:
| Jahr | Einwohner |
| ---- | --------- |
| 1818 | 162       |
| 1885 | 254       |
| 1895 | 278       |
| 1905 | 321       |
| 1910 | 329       |
| 1925 | 343       |

| Jahr | Einwohner |
| ---- | --------- |
| 1933 | 368       |
| 1939 | 348       |
| 1950 | 438       |
| 1961 | 393       |
| 1967 | 410       |
| 1994 | 442       |

| Jahr | Einwohner |
| ---- | --------- |
| 2000 | 423       |
| 2010 | 457       |
| 2011 | 464       |
| 2017 | 442       |
| 2018 | 442       |
| 2020 | 411       |

| Jahr | Einwohner |
| ---- | --------- |
| 2021 | 426       |
| 2022 | 442       |